# Turkmenistán en los Juegos Paralímpicos de Londres 2012
Turkmenistán estuvo representado en los Juegos Paralímpicos de Londres 2012 por cinco deportistas, tres hombres y dos mujeres. El equipo paralímpico turcomano no obtuvo ninguna medalla en estos Juegos.